# 秩父都市圏
秩父都市圏（ちちぶとしけん）は、埼玉県秩父市を中心とする都市圏である。

## 定義
一般的な都市圏の定義については都市圏を参照。

### 「10% 都市圏」（通勤圏）
- 秩父市を中心市とする都市雇用圏（10% 通勤圏）の人口は10万8226人（2010年国勢調査基準）。
- 中心 DID（人口集中地区）人口は2万8909人（2010年）。

都市雇用圏（10% 通勤圏）の変遷
| 自治体 ('80) | 1980年                | 1990年                 | 1995年                 | 2000年                 | 2005年                 | 2010年                 | 自治体 ('06) |
| ------------ | --------------------- | ---------------------- | ---------------------- | ---------------------- | ---------------------- | ---------------------- | ------------ |
| 大滝村       | -                     | 秩父 都市圏 11万4395人 | -                      | -                      | 秩父 都市圏 11万4596人 | 秩父 都市圏 10万8226人 | 秩父市       |
| 荒川村       | 秩父 都市圏 8万9911人 | 秩父 都市圏 11万4395人 | 秩父 都市圏 12万0988人 | 秩父 都市圏 11万7640人 | 秩父 都市圏 11万4596人 | 秩父 都市圏 10万8226人 | 秩父市       |
| 秩父市       | 秩父 都市圏 8万9911人 | 秩父 都市圏 11万4395人 | 秩父 都市圏 12万0988人 | 秩父 都市圏 11万7640人 | 秩父 都市圏 11万4596人 | 秩父 都市圏 10万8226人 | 秩父市       |
| 吉田町       | -                     | 秩父 都市圏 11万4395人 | 秩父 都市圏 12万0988人 | 秩父 都市圏 11万7640人 | 秩父 都市圏 11万4596人 | 秩父 都市圏 10万8226人 | 秩父市       |
| 小鹿野町     | -                     | 秩父 都市圏 11万4395人 | 秩父 都市圏 12万0988人 | 秩父 都市圏 11万7640人 | 秩父 都市圏 11万4596人 | 秩父 都市圏 10万8226人 | 小鹿野町     |
| 両神村       | -                     | 秩父 都市圏 11万4395人 | 秩父 都市圏 12万0988人 | 秩父 都市圏 11万7640人 | 秩父 都市圏 11万4596人 | 秩父 都市圏 10万8226人 | 小鹿野町     |
| 横瀬村       | 秩父 都市圏 8万9911人 | 秩父 都市圏 11万4395人 | 秩父 都市圏 12万0988人 | 秩父 都市圏 11万7640人 | 秩父 都市圏 11万4596人 | 秩父 都市圏 10万8226人 | 横瀬町       |
| 皆野町       | 秩父 都市圏 8万9911人 | 秩父 都市圏 11万4395人 | 秩父 都市圏 12万0988人 | 秩父 都市圏 11万7640人 | 秩父 都市圏 11万4596人 | 秩父 都市圏 10万8226人 | 皆野町       |
| 長瀞町       | -                     | -                      | 秩父 都市圏 12万0988人 | 秩父 都市圏 11万7640人 | 秩父 都市圏 11万4596人 | 秩父 都市圏 10万8226人 | 長瀞町       |

- 1984年10月1日：横瀬村が町制施行し横瀬町となる。
- 2005年4月1日：秩父市、吉田町、荒川村、大滝村が合併し秩父市となる。
- 2005年10月1日：小鹿野町、両神村が合併し小鹿野町となる。

### 行政の取り組み
秩父市と横瀬町、皆野町、長瀞町は協定を結び、ちちぶ定住自立圏を形成している。